# Ahmad Shah Qajar
Ahmad Shah Mirza eller Ahmad Schah Kadschar, (født 31. januar 1897 i Tabriz – død 21. februar 1930 i Neuilly-sur-Seine i Frankrig), var Persiens (Irans) shah i 1909–1925.
Ahmad Shah Mirza efterfulgte i 1909 sin far Mohammad-Ali Shah Qajar som regent i Persien. 
1923 blev han styrtet fra magten af general Reza Pahlavi. 1925 blev han afsat formelt. Derefter blev Reza Pahlavi den nye shah under navnet Reza Shah.